# Denton Cooley
Denton A. Cooley (Houston, 22 augustus 1920 - aldaar, 18 november 2016) was een thoraxchirurg uit Houston (Verenigde Staten). In 1962 richtte hij het Texas Heart Institute op. Tevens was hij hoofd van de afdeling hart- en vaatchirurgie in het St. Luke's Episcopal Hospital en hoogleraar heelkunde aan de Texas Medical School in Houston. Ook was hij verbonden aan het Texas Children's Hospital.
Denton Cooley heeft een meer dan veertigjarige vete gehad met zijn eveneens in Houston werkzame en beroemde collega Michael DeBakey. Deze kwestie hebben de heren in 2007 bijgelegd.
De Nederlandse literator Hans Werkman heeft als hartpatiënt het dagboek Dagboek van een open-hartoperatie. Wat maakt de patiënt door? Wat doet de chirurg? bijgehouden. Werkmans openhartoperatie werd door Cooley met succes uitgevoerd. Hij schreef daarover 'Het hart op tafel'. In 2007 interviewde Werkman Denton Cooley.